# Otto Kappeler (Bildhauer)
Otto Kappeler (* 8. Juli 1884 in Fahrwangen, heimatberechtigt in Rekingen; † 27. Mai 1949 in Zürich) war ein Schweizer Bildhauer, Bauplastiker und Kunstpädagoge.

## Leben und Werk

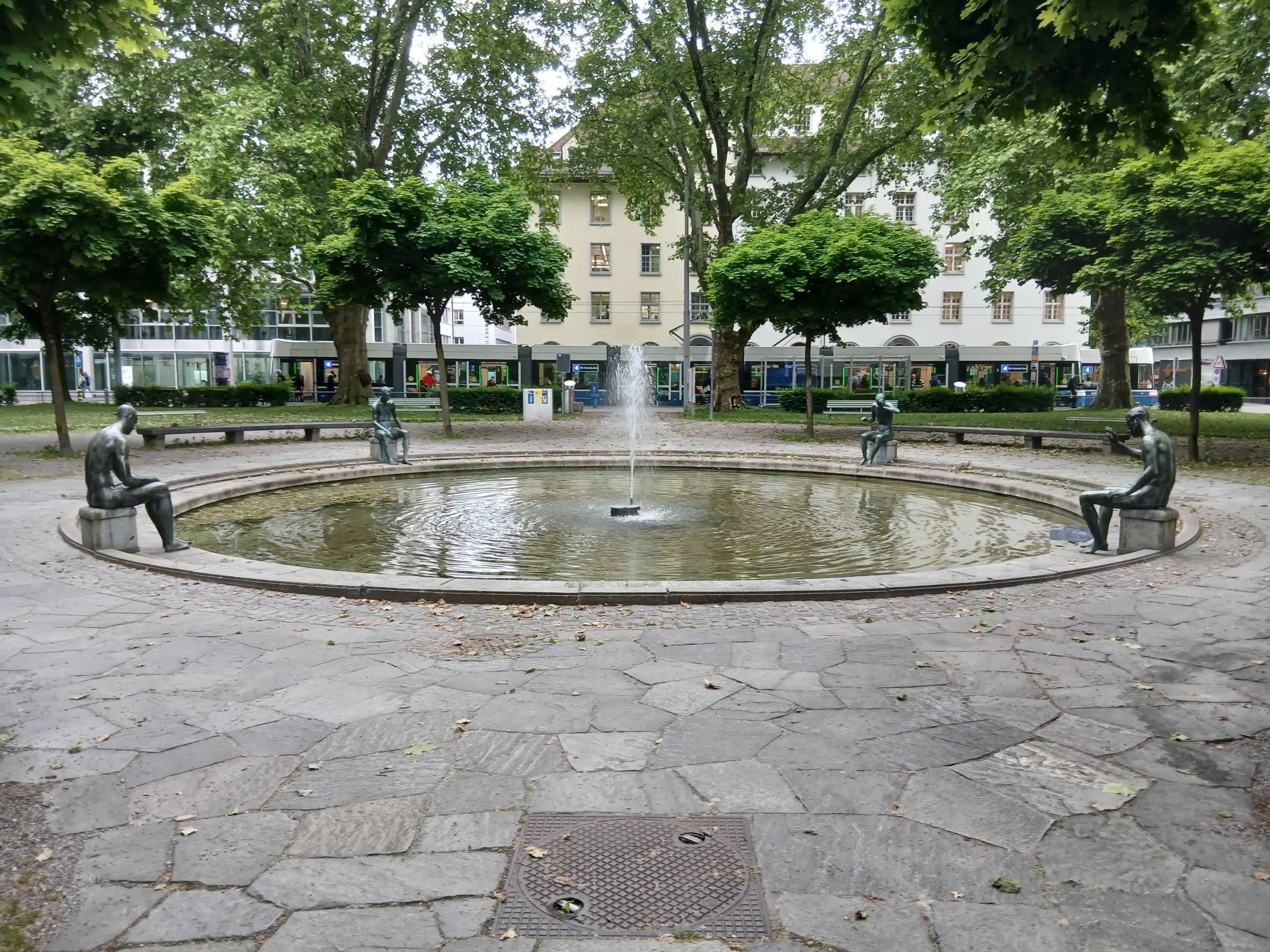
Jünglingsbrunnen, (1929–1930). Klingenpark in Zürich.

Otto Kappeler besuchte von 1900 bis 1902 die Kunstgewerbeschulen Aarau und Basel. Im letzten Jahr war er bei Adolf Meyer in Zürich und bei Adolf Heer in Arlesheim tätig. Von 1903 bis 1904 studierte er an der Akademie München bei Wilhelm von Rümann. Zu seinen Freunden gehörte der Maler und Grafiker Otto Meyer-Amden.
Nach einer Studienreise durch Italien liess sich Kappeler 1907 in Zürich nieder. Gemeinsam mit Otto Weber schuf er von 1911 bis 1912 dekorative Plastiken am Verwaltungsgebäude der Rhätischen Bahn in Chur. Der Architekt Karl Moser gab ihm 1914 den Auftrag, das Hauptgebäude der Universität Zürich plastisch auszuschmücken. Dabei entstand unter anderem in Zusammenarbeit mit Augusto Giacometti der Giacometti-Brunnen im Stockwerk F.

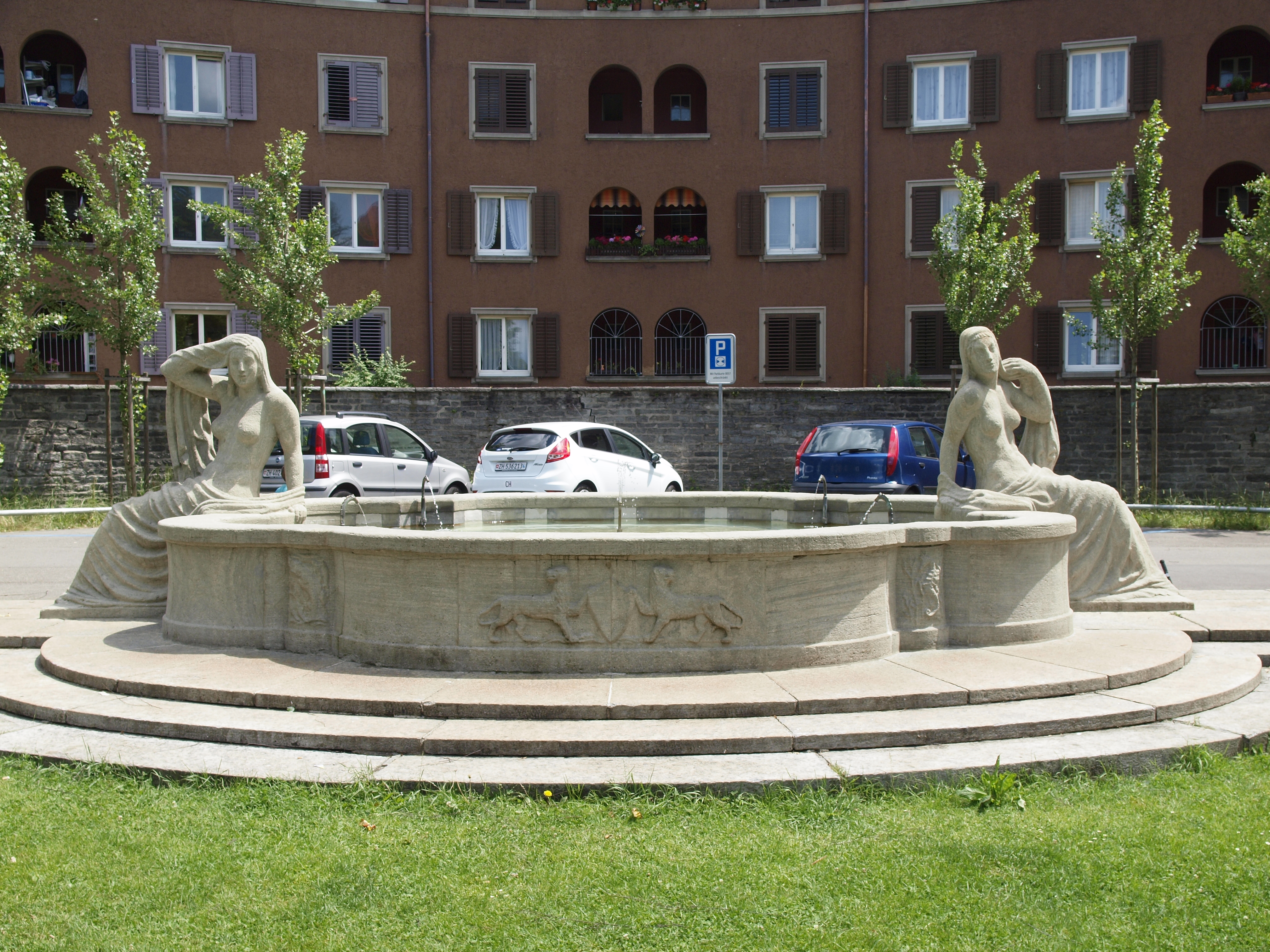
Brunnen mit zwei Figuren (1927). Wohnsiedlung Birkenhof

Kappeler erhielt in den folgenden Jahren zahlreiche Aufträge für die Gestaltung von Bauplastiken, öffentlichen Plätzen sowie von Brunnen- und Gartenanlagen. Gelegentlich schuf er freie plastische Arbeiten und Reliefs.
Kappeler war von 1918 bis 1923 Lehrer an der Kunstgewerbeschule Zürich. Er wurde 1916 Mitglied des Schweizerischen Werkbundes. Bei der Zürcher Kunstgesellschaft sass er ab 1922 im Vorstand; von 1914 bis 1938 war er Mitglied der Ausstellungs- und von 1922 bis 1932 der Sammlungskommission.
Kappelers Vater war der Strohwarenfabrikant Franz Bernhard Kappeler. Otto Kappeler heiratete 1913 Mathilde Wandfluh.

## Werke (Auswahl)
Kappeler staltete folgende Bauwerke plastisch aus:

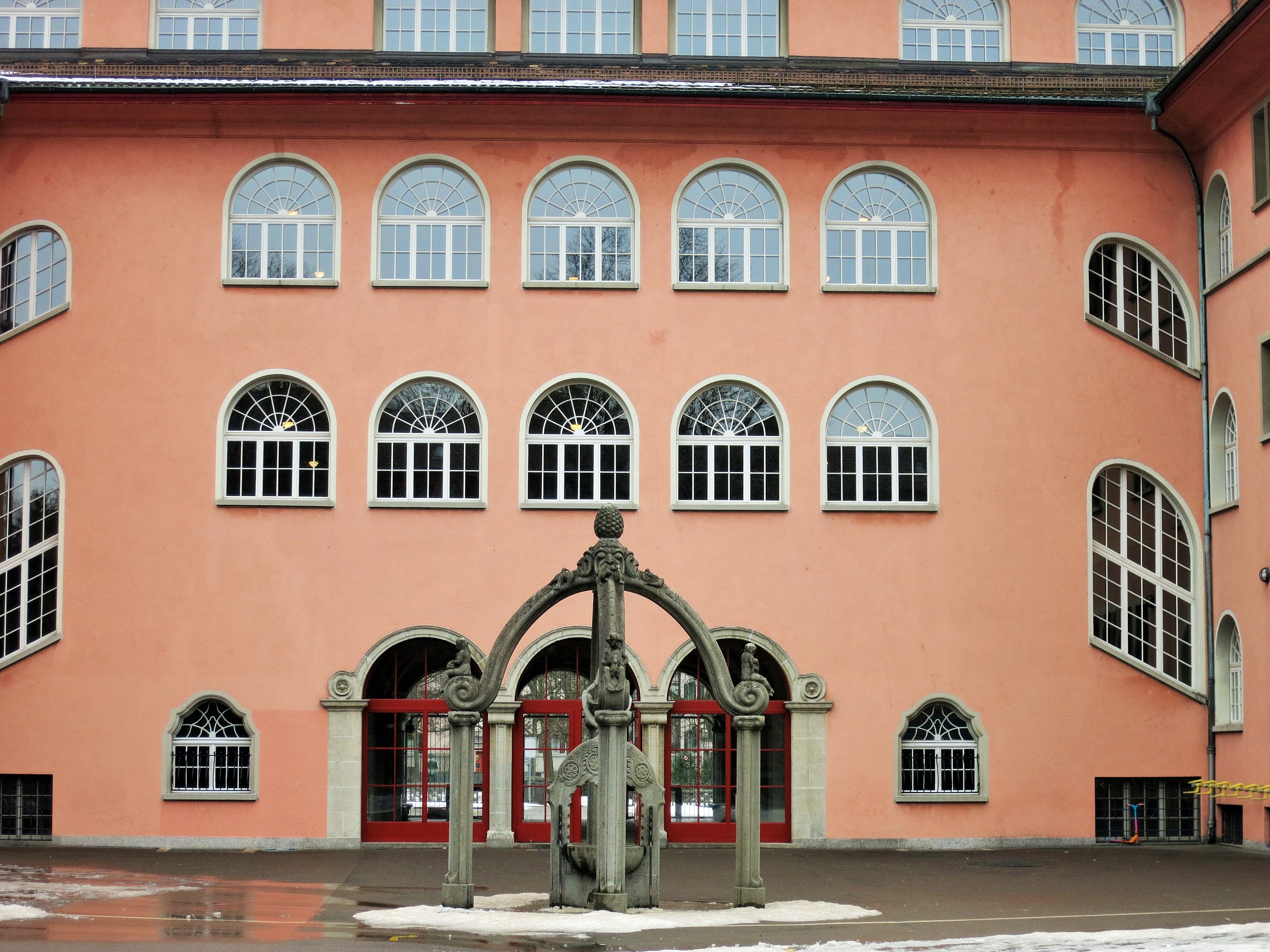
Baldachinbrunnen (1912–1915). Schulhaus Letten

- Baldachinbrunnen (1912–1915). Schulhaus LettenBankgebäude der Allgemeinen Aargauischen Ersparniskasse in Aarau
- Rathaus in Bern
- Reformierte Kirche Landquart
- Logierhaus Birch in Schaffhausen
- Regierungsgebäude in Schaffhausen
- Reformierte Kirche Solothurn
- Kraftwerk Wägital

Arbeiten in Zürich
- St. Annahof
- Brunnen «Im Birkenhof»
- Friedhof Manegg
- Pauluskirche
- Schulhaus Letten
- Hauptgebäude der Universität Zürich
- Zwinglihaus